# Confisca di beni armeni in Turchia

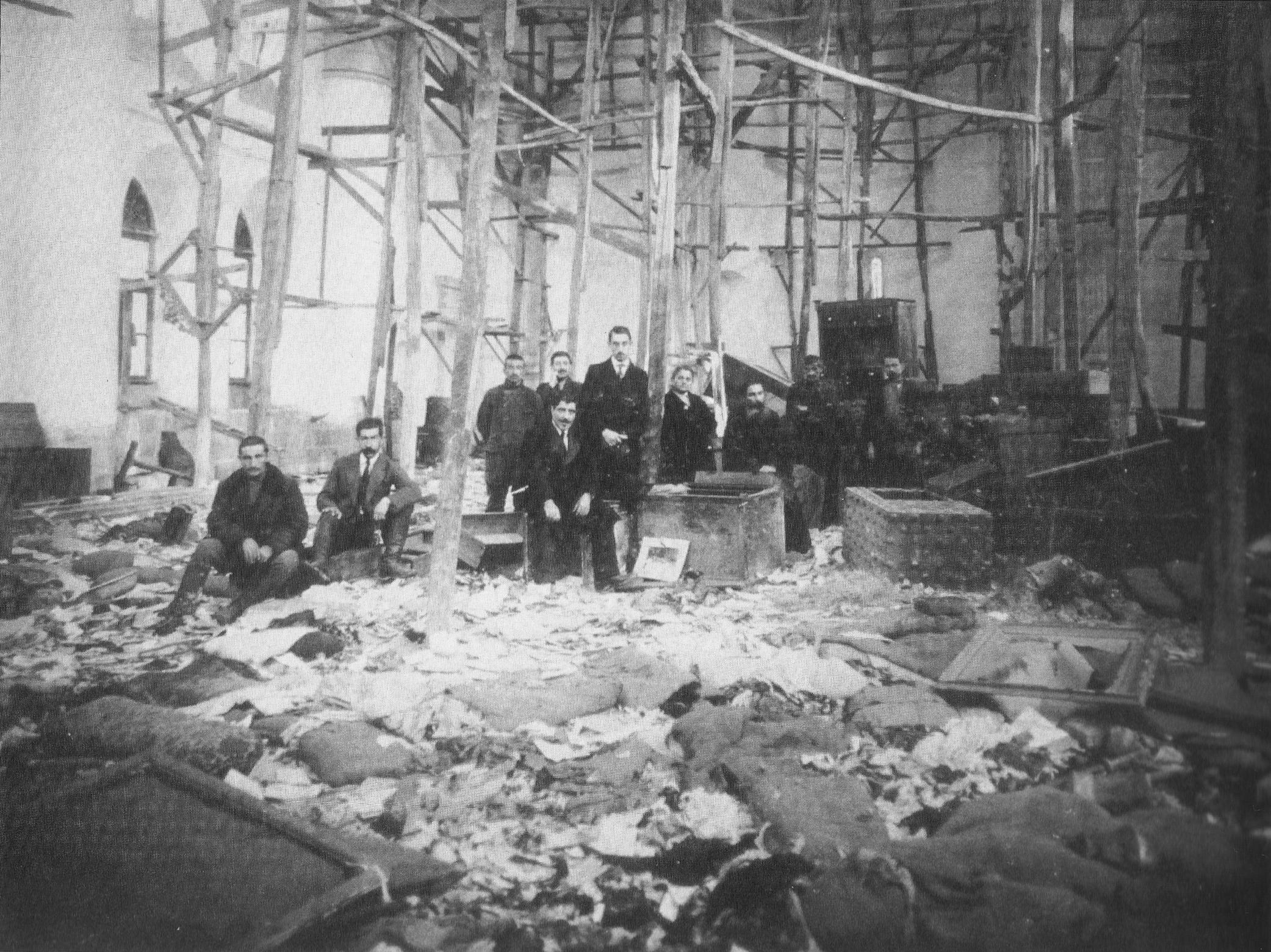
Chiesa armena di Trabzon, usata per la vendita dei beni armeni confiscati dopo il genocidio nel 1918

La confisca dei beni armeni in Turchia da parte dell'Impero ottomano e dei governi turchi, riguardano i beni, le proprietà ed i terreni della comunità armena in Turchia. Partendo dai massacri hamidiani (1894-1897) e culminando nel corso del cosiddetto genocidio armeno, la confisca delle proprietà armene è durata fino al 1974. Proseguirono ininterrottamente fino al Pogrom d'Istanbul nel 1955 e con rinnovata forza nel 1974. Molte delle confische nel corso del genocidio armeno furono portate avanti in seguito alla deportazione della popolazione armena verso il Deserto siriano con il Governo che ritenne i loro beni e proprietà come "abbandonati". Virtualmente, tutte le proprietà possedute da armeni che vivevano nella loro antica madrepatria nell'Armenia occidentale furono confiscate e successivamente distribuite tra la popolazione locale mussulmana. 
Gli storici sostengono che la confisca di massa delle proprietà armene fu un fattore determinante nel formare la base economica della Turchia e al contempo fornendo del capitale all'economia turca. L'appropriazione ha portato alla formazione di una nuova borghesia turca e una classe media.

## Storia
Il 16 maggio 1915, mentre il Genocidio armeno era in corso, è stata promulgata una direttiva segreta intitolata "Istruzioni amministrative riguardo alle proprietà mobili e immobili abbandonate dagli Armeni deportati come risultato della guerra e di circostanze politiche inusuali".